# Dub nad Moravou
Dub nad Moravou là một chợ huyện thuộc huyện Olomouc, vùng Olomoucký, Cộng hòa Séc.